# 天仙镇 (射洪市)
天仙镇位于四川省射洪县，是梓江的尽头，盛产红苕，玉米，榨菜。天仙镇名字是由于一个关于仙女的神话而诞生的。
2019年9月，撤销太兴乡，将其所属行政区域划归天仙镇管辖。

## 行政区划
天仙镇下辖以下地区：
天仙寺社区、老王沟村、大路村、上油村、天马村、冯村、窑坝村、錾子村、马渡村、浅子垭村、白燕村、大房村、谢家沟村、石插坪村、大佛村、丝公村、龙泉村、凤仙村、青微村、玉贞观村、双渔村、慧园村和文武石村、万寿社区、青龙嘴村、鹭鸶沟村、太平村、金印村、龙华村、紫极观村、文昌村、万龙村、民丰村、圆堡村、三清村、圣学村、五城村、井田村、老钢磨村、书房村、二教寺村和皂角湾村。

## 人物
- 陈子昂——唐朝诗人.
- 敬沛嘉——创造了中国篮球单场盖帽纪录。